# 医原病
医原病（いげんびょう、英: iatrogenesis, iatrogenic disease）という言葉は以下のような意味で用いられる。
- 医療行為が原因で生ずる疾患のこと。「医源病」「医原性疾患」も同義。[* 1]また「治原性疾患」「治原性障害」なども同義。（医学事典などに掲載されている定義。狭義の医原病）
- 1.臨床的医原病、2.社会的医原病、3.文化的医原病の三つの段階を経て、現代社会に生きる我々を侵食する病のこと（社会学者イリッチの提唱した概念。広義の医原病）[1]

## 概要
古代ギリシャの時代より、医者が患者を害する可能性は知られていた。19世紀の西洋では医師が、細菌のことや消毒のことも知らず、細菌に汚染された手で患者や妊婦に触れたので、患者や妊婦への細菌の伝播が起こり、患者や妊婦は高い確率で死亡していた。現代の日本でも様々な医原病が起きている。(→#歴史）
医療は他の様々な技術同様に、常に発展途上で不完全であり、医療関係者の意図にかかわらず、医療行為によっては患者を害する可能性がある。
医原病の中には発生とほぼ同時にそれと判明するものもあるが、発生から長い年月を経て医療技術が進歩し新しい見地が発見された後にようやく、従来の医療行為がなんらかの医原病の原因を作っていたと判明することもある。
原因としては、医療器具、医薬品、医療材料の他にも、医師による誤診、医療過誤（不適切な薬物選択、不適切・未熟な手術、検査など）、院内感染等々が挙げられる。（→#原因別）
また、社会学者イリッチによって、医原病とは臨床的医原病、社会的医原病、文化的医原病の三つの段階を経て、現代社会に生きる我々を侵食する病のこと、ともされている。（→#広義の医原病）

## 歴史
医者が患者を害する可能性は古代ギリシャの時代より知られ、医療技術や医療哲学の確立の中で重要な概念とされてきた。（「ヒポクラテスの誓い」にも「自身の能力と判断力に従って、患者に利する治療法を選び、害となる治療法を決して選ばない」と明記してあることからも窺える。）
パストゥールが細菌を発見する以前、19世紀中ごろまでの西洋の医学会では、清潔や不潔という概念も浸透しておらず、消毒法も確立していなかった。手術に医師は血に汚れたフロックコートを着て臨むなどし、患者らの傷口は細菌に汚染された共用の「たらい」の中の水で洗われ、患者間での細菌の伝播が起こった。医師のなかには「傷が治るためには膿がでることが必要だ」などと思っていた者も多かった。1867年の統計では、手足切断手術後の死亡率はチューリヒで46%、パリでは60%に及んだという。
お産についても当時は医師が、「死亡した産婦の解剖をして産婦の子宮からでる膿にまみれた手で次のお産に立会った」ので、産道から細菌が入って子宮内感染症、敗血症になって（産褥熱）死亡する産婦が多数いた。その死亡率は10%以上にもなった。イグナーツ・ゼンメルワイス（1818年-1865年）は、まだ病原菌などの概念が無い時代であったにもかかわらず、今日で言う接触感染の可能性、医師自身が感染源になっている可能性に気づき、産褥熱の予防法として医師がカルキを使用して手洗いを行うことを提唱した。だが、医学会はそういった彼の善意からの指摘を認めず、逆に当時の医師らは彼を迫害するような行動をとった。
1977年9月、ソークワクチンの開発者のジョナス・ソーク博士は、議会で次のように指摘した。
つまりポリオ撲滅の功労者とも言われるソーク自身が、犠牲者を出し続けたポリオの原因が、そのワクチンにあると認めたのである。実際、アメリカ合衆国では生ワクチンが使われたためポリオが発生したが、フィンランドとスウェーデンのように死菌ワクチンを接種していた国ではポリオの発症はまったく報告されなかったという。
1976年にブタインフルエンザが大流行した時に行われた予防接種について、政府とマスコミが徹底的に追跡調査してみたところ、ワクチンが原因でギラン・バレー症候群（両足の麻痺や、知覚異常、呼吸困難などを引き起こす急性多発性神経炎）が565件も発生し、予防接種を受けてから数時間以内に30人の高齢者が"説明不可能な死"を遂げていたことが判明した。

### 日本
太平洋戦争中、日本では腸チフス・パラチフスのワクチンは軍隊などでも接種され死亡などの事故が起きていたが、そのような事故は軍隊の不名誉として隠蔽された。 
1940年代後半には、種痘は実施後に脳炎を起こす事例が頻発することが医師の間では広く知られるようになり、「種痘後脳炎」と呼ばれた。その被害規模は無視できない数にのぼり、1947年と1948年の強力痘苗だけに限定しても、犠牲者はおよそ600人と推計されており、天然痘のこの2年間の患者数405人を超えてしまっていた。
日本においては、種痘事故や腸チフスの事故が多数発生していたころ、その事故数についての集計表は厚生省の机の引き出しの奥にしまわれ「絶対に公表しない、一番関係の深い人たちだけが見る」ことになっていたと厚生省防疫課にいた職員が後に語った。
1948年、京都でのジフテリア予防接種の時にジフテリア毒素により大規模な医療事故が起き、横隔膜麻痺、咽頭麻痺、心不全等の中毒症状が現れ、死亡者68名という結果になった。同年、島根県でも類似のジフテリア予防接種医療事故が起き15名が死亡した。
1949年から1950年ごろ、日本では結核の治療法として肋膜外剥離合成樹脂球充填術がさかんに用いられたが化膿を引き起こし摘出されることが多く、後年高齢期を迎えるころには低肺機能となった人が多い。
1956年、東京大学法学部長の尾高朝雄が「ペニシリンショック」で死亡するという事故が起き、報道機関で大きく取り上げられた。この事故をきっかけとしてペニシリンによるショック死は実はすでに100名に及んでいたことが明らかになり社会問題としても扱われることになった。
日本では1948年の「予防接種法」以降、強制接種や集団接種が拡大していったが、その強制接種や集団接種が安全な方法で行われていなかった。一例を挙げれば1964年に茨城県で行われた集団接種では、不十分な問診、複数の人に対して針を変えずに接種、マスクをせずに接種、不正確な量の注入、などのやり方が行われていたらしい。複数の人に対して針を替えずに接種をする行為が蔓延していたことが日本でC型肝炎が多発した原因である、と考えられている。
こうした医原病の概念や知識は、医学教育では断片的には教えられるものの、あまりまとまった形で積極的・集中的には教育されていない。
そういった状況の中、良心的な医師は模索するような形で医原病防止の努力をしている現状がある。

## 個別の呼称
現在の日本の医学界では、ある症状や疾患が医療行為が原因で生じたことを明示しつつそれを呼ぶ場合は、「医原性○○○○」のように、症状・疾患名の前に「医原性」という言葉を配置していることも多い。

## 原因別

### 医薬品を原因とするもの
医薬品の使用は副作用をもたらす可能性がある。また薬害が発生することもある。

#### 具体例
- 薬害
- 多剤大量処方（薬漬け）
- 処方薬依存 - ベンゾジアゼピン依存症

### 輸血を原因とするもの

#### 具体例
- ヘモクロマトーシス（鉄過剰症も参照）
- ウイルス汚染による肝炎。（C型肝炎、B型肝炎も参照）

### 医療材料を原因とするもの

#### 具体例

##### 硬膜
異常プリオンに汚染されたヒト乾燥硬膜（ライオデュラ）が多数の患者に移植されクロイツフェルト・ヤコブ病の感染を引き起こしたことは世界的に問題となった。

### X線を原因とするもの

#### 具体例
X線検査によるもの
- 急性障害（悪心、嘔吐・下痢、発熱、血小板減少、出血、白血球減少など）
- 晩発性障害（再生不良性貧血、白血病、肺癌、皮膚炎、皮膚がん、白内障、免疫障害、不妊症など）

ジョンズ・ホプキンス大学医学部の研究によって、レントゲン検査で医療被曝を経験した女性は、レントゲン未経験者の同年齢の女性に比べると、ダウン症児が生まれる確率が7倍も高いことが明らかになった。この報告の正確さは、他の研究によっても裏付けられているという。

### 麻酔を原因とするもの

#### 具体例
- 心停止
- 遷延性意識障害

### 手術を原因とするもの

#### 具体例
- 腹部手術の後に発生する腹膜癒着・腸閉塞
- 胃摘除手術の後に発生するダンピング症候群
- 採血・手術時における神経損傷

### 検査を原因とするもの

#### 具体例
- 生検時の組織損傷を原因とする障害。
  - 経皮肺生検、経気管支肺生検などで、後に気胸が起きる「医原性気胸」。
- 造影剤によるもの
  - 造影CTの際のショック
  - ERCP後の膵炎

## 広義の医原病
社会学者のイヴァン・イリイチは、医原病を、段階論的に臨床的医原病、社会的医原病、文化的医原病に分けて考察しており、医療社会学などの展開に少なからぬ影響を与えている。

### 臨床的医原病
まず、一般に「医原病」と呼ばれる、医療行為が原因で生じる疾患のことをイリイチは「臨床的医原病」と呼ぶ。これには、医療過誤など、医薬品の副作用や手術ミスや検査にともなう過誤等や、社会的集団的に発生する不可逆な健康被害である薬害、治療を受けたが故に生じた患者側のデメリット全てが含まれる。
しかし、これは狭義の医原病に過ぎないという。つまり、医原病はこうした狭義のもの（臨床的医原病）だけではなく、さらに社会的医原病、文化的医原病と呼ばれるものも観察されるというのである。

### 社会的医原病
ここで、「社会的医原病」とは、今日の医療社会学や医療人類学の用語でいう「医療化」（Medicalization）を指し、医療の対象が拡大していくことを指す。かつては自宅で身近に触れ得た死や出産が病院に囲いこまれていき、自然な過程であるはずの老化も医療の対象とされていき、老人にまで降圧剤治療が行われるようになるなど、現代社会においては、資本主義下の医療のキャラナライゼーション、過剰医療をも意味することになる。

### 文化的医原病
さらに、「文化的医原病」は、医療の対象拡大が人々の思考を無意識に支配するようになった結果、自分の身体、自分の健康にもかかわらず主体性を失い、人々がその管理に関して無関心・無責任となり、医師に全面的に任せて平気となる＝思考停止し怪しまなくなってしまっている状態を指す。医師による「専門家支配」（Professional Dominance）・パターナリズム医療の所産でもあり、端的に言えば、日本で見られる、いわゆる「お任せ医療」状態のことである。

### 電子的医原病
近年、電子カルテの普及と伴い、コンピューターをハッキングすることにより、医療検査データなどが匠な方法で改ざんされ、患者の個人データおよび生命に重大な影響をきたすことが懸念されている。